# Dabbel Trabbel
Dabbel Trabbel ist eine 1981 entstandene, deutsche Beziehungskomödie von Dorothea Neukirchen mit der Kinodebütantin Gudrun Landgrebe in der weiblichen Hauptrolle. Ihr männlicher Partner ist Jochen Schroeder.

## Handlung
Eigentlich sind die Rechtsanwältin Anke Lohde und ihr etwas jüngerer Ehemann Philip, der wie sie Akademiker ist und vor einer gehobenen Beamtenlaufbahn im Bonner Ministeriumsbetrieb steht, ein hippes, glückliches Ehepaar. Doch während für ihn alles – beruflich wie privat – im Lot zu sein scheint, fehlt Anke jenseits von Karriere und Lebensluxus noch etwas zur “perfekten Beziehung”: sie will ein Kind! Dies steht nun komplett im Widerspruch zu dem, was Philip will, denn er sieht sich noch nicht reif für eine solche schwerwiegende Entscheidung und findet, dass alles so bleiben sollte wie bisher. Und so lässt er sich ständig neue Tricks und Ausreden einfallen, um sich vor dem Vaterwerden zu drücken.
Eines Tages reicht es Anke: sie lässt ihren zeugungsunwilligen Gatten daheim zurück, um sich nach einem „paarungsfreudigeren“ Ersatzmann umzuschauen. Damit entfacht sie bei Philip heftige Eifersucht. Ihr Mann ahnt nicht, dass Anke im letzten Moment dann doch vor dem Seitensprung mit einem Fremden zurückschreckt. Das handfeste Zerwürfnis zwischen Anke und Philip führt schließlich dazu, dass beide im Bett – und zwar miteinander – landen und dabei ganz unverhofft ein Kind entsteht. Eine Reifeprozess hat eingesetzt, und das Ehepaar erkennt nach ihrem Wohnungsverkauf, dass sie beide füreinander gemacht sind und eine Elternschaft nicht unbedingt das schlimmste Los ist …

## Produktionsnotizen
Dabbel Trabbel entstand im Juni 1981 in Bonn, an der französischen Küste sowie in Amsterdam und wurde am 7. Mai 1982 uraufgeführt.
Renée Gundelach übernahm die Herstellungsleitung, Christine Carben-Stolz die Produktionsleitung. Jürgen Rieger entwarf die Filmbauten, Karin Berking die Kostüme.

## Kritiken
In der Fachzeitschrift Cinema war zu lesen: „In Sachen moderner Beziehungsprobleme kommen vielleicht nun auch die deutschen Komödien auf Trapp [sic!]. … Dorothea Neukirchen hat sich mit ihrem ersten Kinofilm gleich an dieses schwierige Genre gewagt. Das Rohmaterial für ihre Komödie „Dabbel Trabbel“ könnte frei vom wirklichen Leben abgeschaut sein.“
Im Lexikon des Internationalen Films heißt es: „Mißlungener Versuch einer Komödie, die anstelle witziger Dialoge nur pseudo-kritische Sprüche bietet und formal auf biederem Fernseh-Niveau stehenbleibt.“